# Gloholm (Brändö, Åland)
Gloholm är en halvö i Åland (Finland). Den ligger i den östra delen av landskapet, 60 km öster om huvudstaden Mariehamn. Gloholm ligger på ön Asterholma.